# Sergueï Afanassiev
Pour les articles homonymes, voir Afanassiev.
Pas d'image ? Cliquez ici
Sergueï Afanassiev (en russe : Сергей Афанасьев, transcription anglaise : Sergey Afanasiev), né le 25 mars 1988, est un pilote automobile russe.

## Carrière automobile
- 2003 : Formule Russie, 4e
- 2004 : Formule Russie, champion
- 2005 : Championnat d'Allemagne de Formule Renault, 10e
  - Eurocup Formule Renault, 24e
- 2006 : Formule Renault NEC, 8e (1 victoire)
  - Championnat Suisse de Formule Renault, 2e (6 victoires)
- 2007 : Formule 3 Euroseries, non classé
- 2008 : International Formula Master, 8e (1 victoire)
- 2009 : International Formula Master, 2e (1 victoire)
- 2010 : Formule 2, 3e